# 카르테 (트레이딩 카드 게임)
카르테( https://web.archive.org/web/20110903104808/http://thecarte.gamescampus.co.kr/ )는 온라인으로 즐길 수 있는 트레이딩 카드 게임(Trading Card Game, TCG)이다. 즉, 일련의 룰을 가진 카드로 자신만의 덱을 구성해 상대방과 경쟁하는 게임이다. 카드 게임 특유의 전략성 뿐 아니라 카드의 수집, 거래 등을 통한 재미를 느낄 수 있다. 각 카드에는 능력치 및 특수효과 정보가 부여되어 있으며, 수많은 카드들 중 자신만의 카드를 선택해 덱을 구성하고 운영하는 것으로 승부를 겨루게 된다.
카르테는 고퀄리티 일러스트를 내세워, 어른들을 위한 TCG 컨셉으로 서비스되고 있다. 또한, 기존 온라인 TCG가 가진 랜덤성향을 많은 부분 배제하고, 전략을 통한 두뇌대전 형태의 플레이를 유도해, 마니아들의 관심을 끄는데에 성공했다. 지난 5월 클로즈드베타테스트(CBT)를 진행해, 많은 TCG 마니아들을 카르테 폐인으로 만들어냈다. 사이트를 통해 2011년 6월 30일부터 오픈한다.

## 같이 보기
- 카르테
- 트레이딩 카드 게임